# NGC 4689
NGC 4689 је спирална галаксија у сазвежђу Береникина коса која се налази на NGC листи објеката дубоког неба.
Деклинација објекта је + 13° 45' 44" а ректасцензија 12h 47m 45,7s. Привидна величина (магнитуда) објекта NGC 4689 износи 10,7 а фотографска магнитуда 11,5. Налази се на удаљености од 16,8000 милиона парсека од Сунца. NGC 4689 је још познат и под ознакама UGC 7965, MCG 2-33-22, CGCG 71-43, VCC 2058, IRAS 12452+1402, PGC 43186.